# Castell'Arquato
Castell'Arquato é uma comuna italiana da região da Emília-Romanha, província de Piacenza, com cerca de 4.566 habitantes. Estende-se por uma área de 52 km², tendo uma densidade populacional de 88 hab/km². Faz fronteira com Alseno, Carpaneto Piacentino, Fiorenzuola d'Arda, Lugagnano Val d'Arda, Vernasca.
Faz parte da rede das Aldeias mais bonitas de Itália.

## Demografia
| Variação demográfica do município entre 1861 e 2011                               |
|                                                                                   |
| Fonte: Istituto Nazionale di Statistica (ISTAT) - Elaboração gráfica da Wikipedia |